# 布加拉格蘭德
布加拉格蘭德是哥倫比亞的城鎮，位於該國西部，由考卡山谷省負責管轄，距離首府卡利115公里，始建於1662年，面積374平方公里，海拔高度950米，2005年人口21,601。
4°13′N 76°10′W / 4.217°N 76.167°W